# Нова Царичанка
Нова́ Царича́нка — село Старокозацької сільської громади Білгород-Дністровського району Одеської області в Україні. Населення становить 849 осіб.

## Населення
Згідно з переписом 1989 року населення села становило 991 особа, з яких 457 чоловіків та 534 жінки.
За переписом населення 2001 року в селі мешкали 842 особи.

### Мова
Розподіл населення за рідною мовою за даними перепису 2001 року:
| Мова       | Відсоток |
| ---------- | -------- |
| українська | 94,94 %  |
| російська  | 2,94 %   |
| молдовська | 2,12 %   |